# Rana Daggubati
Rana Daggubati (en tamoul : ராணா, en hindi : राणा), né le 14 décembre 1984, est un acteur indien, fils du producteur Daggubati Babu Suresh, petit-fils de D. Ramanaidu, neveu de l'acteur Venkatesh, et cousin de l'acteur Naga Chaitanya.

## Biographie
Rana est né le 14 décembre 1984 à Chennai, en Inde, au sein d’une famille hindou telugu. Il est aveugle de l'œil droit
En 2002, après avoir achevé ses études secondaires, Rana passe 1 an et demi dans la photographie  puis il étudie au sein de l’industrie d’imagerie et de la technologie de Konica ensuite il est consultant pour Timeline. La même année, Rana produit plusieurs documentaires et spots publicitaires.
En 2003, Rana décide de s’installer à Hyderabad pour rejoindre l’entreprise familiale une maison de production qui se désigne Ramanaidu Suresh. Au sein de la maison de production, Rana apprend l’art, l’artisanat, sous les directifs de son grand-père Ramanaidu, son père Suresh Babu et son oncle Venkatesh. La même année, il réalise un documentaire en hindi qui s’intitule Barah.
En 2004, Rana travaille sur un ensemble de film produit par la maison de production Suresh.
Puis en 2005, Rana travaille sur la post production d’un ensemble de film de l’industrie du sud de l’Inde via sa société Spirit.
En 2006, Rana obtient sa première récompense, le prix national du meilleur producteur de long métrage, Rana étend ses activités en travaillant sur la post production des jeux vidéo.
L'année suivante, Rana suit une formation dans les arts est le spectacle à l’école Jhon Barry de Mumbai, puis il suivra une formation à l’école de cascades de Mumbai.

## Début de carrière
En 2010 Rana décroche son premier rôle dans un film telugu qui s'intitule Leader réalisé par Sekhar Kammula, en 2011, il décrochera son premier rôle dans un film de Bollywood qui se nomme Dum Maro Dum aux côtés de Abhishek Bachchan et Bipasha Basu le film est un succès. La même année, il enchaînera avec un film telugu qui s’intitule Nenu Naa Rakchasi.
Puis en  2012, Rana tourne dans un nouveau film telugu qui s’intitule Naa Istham, puis il enchaîne avec un nouveau film hindi Department aux côtés de Amitabh Bachchan la sortie du film est prévue pour le 18 mai 2012[réf. nécessaire]. En parallèle, Rana achève le tournage du film telugu Krishnam Vande Jagadgurum[réf. nécessaire].

## Filmographie
| Année | Film                                 | Rôle                 | Langue                    | Notes                                                |
| ----- | ------------------------------------ | -------------------- | ------------------------- | ---------------------------------------------------- |
| 2010  | Leader                               | Arjun Prasad         | Telougou                  | Lauréat du Filmfare Awards Sud du Meilleure débutant |
| 2011  | Dum Maro Dum                         | DJ Joki Fernandes    | Hindu                     | Lauréat du Zee Ciné awards du meilleure Débutant     |
| 2011  | Nenu Naa Rakshasi                    | Abhimanyu            | Telougou                  |                                                      |
| 2012  | Naa Ishtam                           | Ganesh               | Telougou                  |                                                      |
| 2012  | Department                           | Shivnarayan          | Hindu                     |                                                      |
| 2012  | Krishnam Vande Jagadgurum            | B.Tech Babu          | Telougou                  |                                                      |
| 2013  | Yeh Jawaani Hai Deewani              | Vikram               | Hindu                     |                                                      |
| 2013  | Something Something                  | Lui-même             | Telougou                  |                                                      |
| 2013  | Arrambam                             | Sanjay               | Tamoul                    |                                                      |
| 2015  | Baby                                 | Jai Singh Rathore    | Hindu                     |                                                      |
| 2015  | Dongaata                             | Lui-même             | Telougou                  | Apparition en Caméo                                  |
| 2015  | La Légende de Baahubali - 1re partie | Bhallaladeva         | Tamoul, Telougou et Hindi |                                                      |
| 2015  | Rudramadevi                          | Chalukya Veerabhadra | Telougou                  |                                                      |
| 2015  | Inji Iduppazhagi                     | Lui-même             | Tamoul                    | Apparition en Caméo                                  |
| 2015  | Size Zero                            | Lui-même             | Telougou                  | Apparition en Caméo                                  |
| 2016  | Bangalore Naatkal                    | Shiva Prasad         | Tamoul                    |                                                      |
| 2017  | The Ghazi Attack                     | Arjun Verma          | Tamoul, Telougou et Hindi |                                                      |
| 2017  | La Légende de Baahubali - 2e partie  | Bhallaladeva         | Tamoul, Telougou et Hindi |                                                      |
| 2017  | Nene Raju Nene Mantri                | ogendra              | Telougou, Tamil et Hindi  |                                                      |